# 杉狂児
杉 狂児（すぎ きょうじ、1903年7月8日 - 1975年9月1日）は、日本の俳優、歌手。本名は杉 禎輔。旧芸名に杉 京二。
戦前から戦後にかけての映画界で活躍したコメディアンで、戦前はマキノ・プロダクション、河合映画、日活などに出演し、歌手として「うちの女房にゃ髭がある」など映画の主題歌も歌っている。戦後は脇役として東映時代劇等に出演した。宝映テレビプロダクションの創立者でもある。妻は女優の金谷種子、長男の杉義一・次男の杉裕之・四男の杉幸彦は俳優である。

## 来歴
1903年（明治36年）7月8日、福岡県福岡市地行東町に、農林省職員の父・天野藤三郎と母・さつきの3男2女の次男として生まれる。中学を中退後に上京し、新聞配達や給仕をしながら東京音楽学校神田一ツ橋分教場声楽科に学ぶが、同校を中退して松旭斎天勝一座に加わり、有楽座で初舞台を踏む。
1923年（大正12年）、マキノ映画製作所等持院撮影所に入社し、環歌子の付き人となる。翌1924年（大正13年）、マキノが東亜キネマに吸収合併されたため、東亜甲陽撮影所に入り、杉京二の芸名で『血は踊る』に映画デビュー。同年公開の『踊れ若者』で初主演する。1926年（大正15年）、東亜から独立したマキノ・プロダクション御室撮影所に月給30円で入り、杉狂児と改名。同社出演第1作の『或る日の仇討』以降、大男の中根龍太郎とチビの杉のコンビで『糸の切れた風船玉』などに出演し、コメディアンとして注目される。その後井上金太郎監督『おりゃんこ半次』や小石栄一監督『光線を捕へた男』などに主演する。
1928年（昭和3年）2月1日、鈴木澄子とともにマキノを離れて河合映画に入社。その後帝国キネマに入り、高津慶子共演の『躍る幻影』、森静子共演の『嘆きの都』といったメロドラマにも出演。1931年（昭和6年）9月からは新興キネマに所属したが、1932年（昭和7年）には日活太秦撮影所現代劇部に入社。やがて新設の多摩川撮影所に移り、同撮影所第1作の『夫を想へば』に主演。その後は星玲子とのコンビで『わたしがお嫁に行ったなら』『うら街の交響楽』などに主演。1935年（昭和10年）には『のぞかれた花嫁』で題名の主題歌を歌い、人気スターとなった。さらに同名の映画の主題歌「うちの女房にゃ髭がある」と、『ジャズ忠臣蔵』の主題歌「道行シャンソン」を美ち奴と共にテイチクで吹き込み、大ヒットした。1938年（昭和13年）以降は千葉泰樹監督や、監督に転向した島耕二作品で主演に起用された。1942年（昭和17年）の戦時統合で日活が大映に統合されてからは、大映に所属し、千葉監督の『青空交響楽』に主演する。同作の主題歌である『青い牧場』を朝雲照代とのデュエットで吹き込むが、検閲で発売禁止となった（後に藤山一郎・奈良光枝のデュオで再発売）。戦時中の1943年（昭和18年）10月に杉狂児一座を結成し、邦楽座で旗揚げ以降、終戦まで軍隊や工場慰問に巡業した。
戦後の1946年（昭和21年）、マキノ正博監督の『粋な風来坊』で映画界に復帰し、1947年（昭和22年）7月に東横映画に入社。1952年（昭和27年）4月からは東横が合併してできた東映の所属となり、とぼけた家老役など、全盛期の東映時代劇にコメディリリーフとして出演した。一方、宝映テレビプロダクションを設立して社長となり、後進の指導と劇団フジの育成に務めた。また、晩年は懐メロブームに乗って、懐メロ番組で変わらぬ歌声を披露していた。
1975年（昭和50年）9月1日午前3時、心筋梗塞のため世田谷中央病院で死去。72歳没。

## 人物・エピソード
稲垣浩は杉狂児について、「日本の映画史に残る喜劇役者だと、私は思う。いや、思うではなく是非とも日本映画史に残さねばならぬ喜劇役者である」とし、「伴淳や森繁も個人の力はあるとしても、杉狂児の作ったレールを忘れてはならない。日活時代の小唄映画の数々は、今も人々の心のなかに残っている」と喜劇人としての杉を高く評価している。
稲垣が阪妻プロを去ったとき、杉はマキノ映画から河合映画に転じたときであり、元役者だった稲垣は「杉狂児の穴埋めならできそうだ」と考え、マキノに売り込みに行ったのだが、その途上で友人に会い、誘われて衣笠映画聯盟の助監督となったのだという。この意味で杉は稲垣にとって思い出深い人となった。日活で共に働くようになった杉は、いつも「酒席で酔いしれてワケのわからぬ冗談や、手品や、歌を歌っていた」という。
1941年（昭和16年）、『江戸最後の日』を準備中に、杉は珍しく稲垣の所へやってきて、「私の師匠の環歌子さんを使ってもらえまいか」と言った。環は大先輩の女優ということで、稲垣は阪妻の勝海舟の夫人役ならうってつけだとこれを承知した。このとき、杉は日活のスターということを忘れ、環の付き人として終始付き添っていた。これが縁で、杉は阪妻の『無法松の一生』（1943年）に、初めての禿頭で出演してくれたが、このときも「小宮一晃をお願いします」と口添えしたといい、このように杉は人のために力となった苦労人だった。
杉が酔って遊んでいるときも、喜劇で笑わせてくれるときも好きだったという稲垣だが、「人の世話をする杉君はとてもよかった」と語っている。杉が劇団フジの社長となってからは個人的に付き合うようになった。杉が突然亡くなった時、劇団フジから社長代役の話が来たが、稲垣は社長の柄ではないと会長の役を引き受けた。マキノでの杉の代役を思いついたのがこの五十年前のことで、稲垣は「五十年後に彼の代役を引き受けるとは、まったく不思議な因縁である」と杉を偲んでいる。

## 出演作品

### 映画
- 血は踊る（1924年、マキノ）
- 踊れ若者（1925年、東亜キネマ）
- 爆弾児（1925年、東亜キネマ） - 俥夫
- 転落（1926年、マキノ） - 子分勘太
- 佐平次捕物帖 新釈紫頭巾（1926年、マキノ） - 頼馬の辰
- 心中雲母阪（1927年、マキノ） - 頓馬な目明し
- 道中悲記（1927年、マキノ） - 仲間源太
- いろは仮名四谷怪談 前後篇（1927年、マキノ） - 秋山長兵衛
- 藩士河原乞食（1928年、マキノ） - 市川海老八
- 忠魂義烈 実録忠臣蔵（1928年、マキノ） - 忠婢 拳固のお源
- 毒草（1931年、新興キネマ）
- 受難華（1932年、日活） - 林
- 拾った女（1933年、日活） - 親分
- 結婚適齢期（1933年、日活） - 和田忠男
- 真珠夫人（1933年、日活）
- 三家庭（1934年、日活） - 和田工学博士
- 愛憎峠（1934年、日活） - 先乗の仙吉
- 花嫁日記（1934年、日活） - 細井
- うら街の交響楽（1935年、日活） - 杉山
- のぞかれた花嫁（1935年、日活） - 山下隆太郎
- あなたと呼べば（1936年、日活） - 金子三四郎
- からくり歌劇（1936年、日活） - 客人
- うちの女房にゃ髭がある（1936年、日活） - 浅井眞
- 細君三日天下（1936年、日活） - 吉沢庄吉
- はだかの合唱（1936年、日活）
- 母校の花形（1937年、日活） - 桶川
- ジャズ忠臣蔵（1937年、日活） - 大井
- 杉狂の催眠術（1938年、日活） - 斎藤八郎
- 忠臣蔵 天の巻・地の巻（1938年、日活） - そばや久兵衛
- 弥次㐂夛道中記（1938年、日活） - 鼡小僧次郎吉
- 地上日記（1939年、日活） - 吉村満男
- 道化の町（1939年、日活）
- 街の唱歌隊（1940年、日活） - 啓太
- 暢気眼鏡（1940年、日活） - 眞木太郎
- 次郎物語（1941年、日活） - 直吉
- 微笑の国（1942年、日活） - 杉村京平
- 無法松の一生（1943年、大映） - 宇和島屋
- 粋な風来坊（1946年、松竹） - 文助
- 満月城の歌合戦（1946年、松竹） - 大鮫黒右衛門
- こころ月の如く（1947年、東横映画） - 佐藤の食客下田
- 淑女とサーカス（1947年、松竹） - ホテルのボーイ
- おしどり笠（1948年、大映） - 草間の金助
- 金色夜叉 前後篇（1948年、東横映画） - 風早
- 春爛漫狸祭（1948年、大映） - 家老狸左衛門
- 野球狂時代（1948年、東横映画） - 六さん
- にっぽんGメン（1948年、東横映画） - 甲野金治郎
- 盤嶽江戸へ行く（1949年、新東宝） - 阿部相模守
- のど自慢狂時代（1949年、東横映画） - 八木医師
- 不良少女（1949年、東横映画） - ぼたんの主人
- 花くらべ狸御殿（1949年、大映） - 右大臣
- 弥次喜多猫化け道中（1949年、東横映画） - 弥次郎兵衛
- ホームラン狂時代（1949年、東横映画） - 敬三
- 俺は用心棒（1950年、東横映画） - 乞食
- 窓から飛び出せ（1950年、新東宝） - 古道具屋
- 殺陣師段平（1950年、東横映画） - 兵庫市
- 乱れ星荒神山（1950年、東横映画） - 講釈師龍玉
- 夢介千両みやげ 春風無刀流（1951年、東横映画） - 総太郎
- 豪快三人男（1951年、東映） - 人入宿の主人
- 泣きぬれた人形（1951年、松竹） - 山田老人
- ひばりの子守唄（1951年、大映） - 兼吉
- 女次郎長ワクワク道中（1951年、大映） - 船頭金助
- 馬喰一代（1951年、大映） - シャッポの孫八
- 浅草紅団（1952年、大映） - 留さん
- 離婚（1952年、東京プロ） - 相馬正直
- 生き残った弁天様（1952年、大映） - 松龍斎天仙
- 今日は会社の月給日（1952年、東映） - 月賦店主人
- 紺屋高尾（1951年、東映） - 竹庵先生
- 人生劇場（東映） - 極楽新聞社社長
  - 第一部 青春愛欲篇（1953年）
  - 第二部 残侠風雲篇（1953年）
- 大菩薩峠（東映） - 道庵
  - 大菩薩峠 甲源一刀流（1953年）
  - 大菩薩峠 第二部（1953年）
- 旅はそよ風（1953年、宝塚映画） - 飴屋の伊之助
- 江戸の花道（1953年、東映） - 易者の三伯
- 風雲八万騎（1953年、東映） - 笹尾喜内
- 女間者秘聞 赤穂浪士（1953年、東映） - そばや北吉
- 鞍馬天狗シリーズ（東映） - 吉兵衛
  - 危うし!鞍馬天狗（1953年）
  - 逆襲!鞍馬天狗（1953年）
- 真田十勇士（1954年、東映） - 霧隠才蔵
- 水戸黄門漫遊記シリーズ（東映）
  - 水戸黄門漫遊記（1954年） - 嵐三徳
  - 続水戸黄門漫遊記 副将軍初上り（1954年） - 嵐三徳
  - 水戸黄門漫遊記 火牛坂の悪鬼（1955年） - 嵐三徳
  - 水戸黄門漫遊記 怪力類人猿（1956年） - 偽老公
  - 水戸黄門（1957年） - 金兵衛
  - 水戸黄門 天下の副将軍（1959年） - 「かぶと屋」番頭
  - 水戸黄門（1960年） - 権次
- 学生五人男シリーズ第二部 迷探偵出動（1954年、東映） - 成沢寛蔵
- いれずみ判官シリーズ（東映）
  - 血ざくら判官（1954年） - 按摩徳市
  - 長脇差奉行（1956年） - 権次
- 放浪記（1954年、東映） - 仙吉
- 懐しのメロディー（1954年、東映） - 西郷社長
- 竜虎八天狗（東映） - 鳴海玄齊
  - 第一部 水虎の巻（1954年）
  - 第二部 火龍の巻（1954年）
  - 第三部 鳳凰の巻（1954年）
  - 完結篇 追撃の巻（1954年）
- さいざんす二刀流（1954年、東映） - 竹阿弥
- 大岡政談 血煙地蔵（1954年、東映） - 茂作
- 血槍富士（1955年、東映） - 殿様
- 彦佐と太助シリーズ（東映） - 笹尾喜内
  - 彦佐と太助 俺は天下の御意見番（1955年）
  - 彦佐と太助 殴り込み吉田御殿（1955年）
- サラリーマン目白三平シリーズ（東映）
  - サラリーマン目白三平（1955年） - 佐々木靴店主人
  - 続サラリーマン目白三平（1955年） - 敏子の父
- 旗本退屈男シリーズ（東映）
  - 旗本退屈男 謎の伏魔殿（1955年） - 三次
  - 旗本退屈男 謎の幽霊船（1956年） - 弥八
  - 旗本退屈男（1958年） - のっそり弥八
- 飛龍無双（1955年、東映） - 恵心坊
- 薩摩飛脚（1955年、東映） - 舟頭竹吉
- 赤穂浪士 天の巻・地の巻（1956年、東映） - 松原多仲
- ほまれの美丈夫（1956年、東映） - 魚屋金太
- 鼻の六兵衛（1956年、東映） - 番頭嘉七
- 大学の石松シリーズ（東映） - もぬけの辰
  - 大学の石松（1956年）
  - 大学の石松 ぐれん隊征伐・太陽族に挑戦す（1956年）
  - 大学の石松 女群突破（1957年）
- 隠密秘帖 まぼろし城（1956年、東映） - 雉六
- 怒れ!力道山（1956年、東映） - 杉野京次郎
- 鞍馬天狗 白馬の密使（1956年、東映） - 吉兵衛
- 米（1957年、東映） - 問屋の親方
- 喧嘩社員（1957年、東映） - 内野スカウト
- ふり袖捕物帖 ちりめん駕篭（1957年、東映） - 寺尾十内
- 花嫁シリーズ（東映）
  - 鳳城の花嫁（1957年） - 吾助
  - 孔雀城の花嫁（1959年） - 大道易者
- 少年探偵団 かぶと虫の妖奇（1957年、東映） - 司法長官
- 魔の紅蜥蜴（1957年、東映） - 朝顔小僧新助
- 青空特急（1957年、東映） - 源助老人
- 満月乙女笠（1957年、東映） - 亀屋五平
- 夕凪（1957年、東京映画） - 書店のマネージャー
- どたんば（1957年、東映） - アイスキャンディー屋
- 赤穂義士（1957年、東映） - そばや久兵衛
- おしどり駕篭（1958年、東映） - 松坂善兵衛
- 緋ざくら大名（1958年、東映） - 丹波内蔵助
- 一心太助シリーズ（東映） - 源兵衛
  - 江戸の名物男 一心太助（1958年）
  - 一心太助 天下の一大事（1958年）
  - 一心太助 男の中の男一匹（1959年）
  - 家光と彦左と一心太助（1961年）
  - 一心太助 男一匹道中記（1963年）
- 源氏九郎颯爽記 白狐二刀流（1958年、東映） - 富田牛生
- ひばり捕物帖シリーズ（東映） - 寺尾十内
  - ひばり捕物帖 かんざし小判（1958年）
  - ひばり捕物帖 自雷也小判（1958年）
  - ひばり捕物帖 ふり袖小判（1959年）
- 大江戸七人衆（1958年、東映） - 多左衛門
- デン助シリーズ（東映） - 為吉
  - デン助の陽気な靴みがき（1958年）
  - デン助の陽気な拳闘王（1958年）
- 殿さま弥次喜多シリーズ（東映） - 鏡兵部
  - 殿さま弥次喜多 怪談道中（1958年）
  - 殿さま弥次喜多 捕物道中（1959年）
  - 殿さま弥次喜多（1960年）
- 若さま侍捕物帖 紅鶴屋敷（1958年、東映） - 十手の甚兵衛
- 丹下左膳シリーズ（東映）
  - 丹下左膳 怒濤篇（1959年） - 三吉
  - 丹下左膳 濡れ燕一刀流（1961年） - 高大之進
- 忠臣蔵 櫻花の巻・菊花の巻（1959年、東映） - 久兵衛
- 新吾十番勝負（1959年、東映） - 嘉平
- 紅だすき喧嘩状（1959年、東映） - 堀部弥兵衛
- 唄ごよみ出世双六（1959年、東映） - 大家源兵衛
- お染久松 そよ風日傘（1959年、東映） - 善助
- 血斗水滸伝 怒涛の対決（1959年、東映） - 羽斗の忠吉
- 血槍無双（1959年、東映） - 吉良邸門番A
- 喧嘩まつり 江戸っ子野郎と娘たち（1960年、東映） - 忠兵衛
- 右門捕物帖 南蛮鮫（1961年、東映） - 堀尾喜内
- 若殿千両肌（1961年、東映） - 才賀孫兵衛
- 剣豪天狗まつり（1961年、東映） - 笹尾喜内
- 葵の暴れん坊（1961年、東映） - 吉村外記
- 街に気球があがる時（1961年、日活） - 家具屋の主人
- 若き日の次郎長 東海道のつむじ風（1962年、東映） - 喜市
- 喜劇 団地親分（1962年） - 菓子屋のおやじ
- ちいさこべ（1962年、東映） - 平助
- サラリーマン物語 新入社員第一課（1962年、日活） - 井上販売課長
- 柳生武芸帳 独眼一刀流（1962年、東映） - 大久保彦左衛門
- こまどり姉妹 おけさ渡り鳥（1962年、東映） - 彦平
- 悪名波止場（1963年、大映） - 平造
- おかしな奴（1963年、東映）
- にっぽん泥棒物語（1965年、東映） - 検問所巡査
- 006は浮気の番号（1965年、音映映画） - 中西悟声
- ラーメン大使（1967年、大映） - 山川老人
- 性犯罪法入門（1969年、大映） - 飯島茂吉

### テレビドラマ
- 飛田ホテル（1961年、NTV）
- 髙島屋バラ劇場 / 風立ちぬ（1962年、TBS）
- お気に召すまま 第12回「時間貿易商」（1962年、NETテレビ）
- 素浪人 月影兵庫（NET / 東映）
  - 第1シリーズ 第23話「女は夜明けを待っていた」（1966年） - 由造
  - 第2シリーズ 第67話「大地の底から燃えていた」（1968年） - お美代のおじさん
- 日産スター劇場 / 駐在さんは多忙（1964年、NTV）
- 嵐のなかでさよなら（1966年、NET / 東映）
- 忍者ハットリくん（1966年、NET / 東映）
- 三匹の侍（CX）
  - 第4シリーズ 第10話「群狼」（1966年） - 喜平
  - 第5シリーズ 第23話「紙人形」（1968年） - 八百屋
- 快獣ブースカ 第15話「バラサで行こう!」（1967年、NTV / 東宝・円谷プロ） - 廃品回収屋の親父
- 特別機動捜査隊（NET / 東映）
  - 第124話「誤算」（1964年）
  - 第159話「大都会の落葉」（1964年）
  - 第300話「蟷螂（かまきり）のような女」（1967年）
  - 第326話「蜜月旅行」（1968年）
  - 第327話「続 蜜月旅行」（1968年）
  - 第501話「勝負」（1971年） - 久松
- 銭形平次 第81話「質札の娘」（1967年、CX） - 伍平
- 男はつらいよ （1968年、CX） - しののめの銀蔵
- 東京バイパス指令 第41話「殺人海流」（1969年、NTV）
- プレイガール 第116話「怪談 水晶屋敷の怨霊」（1971年、12CH）
- 気になる嫁さん（1972年、日本テレビ / ユニオン映画）第33話「先立つものにさきだたれ」 - しるこ屋の主人

## ディスコグラフィー
- あなたのあたし（1934年、作詞：山崎謙太郎、作曲：原野為二） - 松平晃、市川春代との歌唱
- のぞかれた花嫁（1935年、作詞：玉川映二、作曲：古賀政男）
- 細君三日天下（1936年、作詞：島田磬也、作曲：古賀政男） - 美ち奴とのデュエット
- うちの女房にゃ髭がある（1936年、作詞：星野貞志、作曲：古賀政男） - 美ち奴とのデュエット
- 海のトンチンカン（1936年、作詞：杉狂児、作曲：杉田良造）
- 恋の冒険(アバンチュール)（1936年、作詞：野村俊夫、作曲：杉原泰蔵）
- 月夜の恋唄（1936年、作詞：西岡水朗、作曲：レイモンド服部） - 神田千鶴子とのデュエット
- あなたなんだい（1936年、作詞：杉狂児、作曲：古賀政男） - 市川春代とのデュエット
- 僕のラブレター（1936年、作詞：瀬川与志、作曲：古賀政男） - マリー・イボンヌとのデュエット
- ラグビー節（1937年、作詞：星野貞志、作曲：古賀政男）
- 道行シャンソン（1937年、作詞：杉狂児、作曲：古賀政男） - 美ち奴とのデュエット
- この若さでね（1937年、作詞：池田仁六、作曲：大久保徳二郎）
- 夢と兵隊（1938年、作詞：宮本隆美、作曲：陸奥明）
- 若いチャイナさん（1938年、作詞：宮本旅人、作曲：宮脇晴夫）
- ガッチリ貯金（1938年、作詞：宮本旅人、作曲：鈴木哲夫） - 美ち奴との歌唱
- 突撃サラリーマン（1939年、作詞：宮本旅人、作曲：中沢壽士）
- 僕の武勇伝（1939年、作詞：宮本旅人、作曲：佐渡暁夫）
- 青春華（1940年、作詞：島田磬也、作曲：杉原泰蔵） - ディック・ミネ、服部富子との歌唱
- ニュースと兵隊（1940年、作詞：石松秋二、作曲：大久保徳二郎） - 塩まさるとの歌唱
- 貴方しっかり（1941年、作詞：菊田一夫、作曲：長津義司） - 美ち奴とのデュエット